# Erni Finselberger
Erni Finselberger (* 11. September 1902 in Hildesheim; † 24. Mai 1993 in Hannover) war eine deutsche Politikerin (GB/BHE).

## Leben
Nach dem Besuch des Oberlyzeums und der Handelslehranstalt in Hildesheim war Erni Finselberger seit 1926 als Sozialarbeiterin tätig. Ab 1940 hielt sie berufsfördernde Lehrgänge für Frauen ab und arbeitete bis 1945 in der betrieblichen Sozialarbeit in Westpreußen. Nach der Vertreibung wurde sie 1945 in den Landkreis Neustadt am Rübenberge eingewiesen. Seit 1949 lebte sie in Hannover.
Zum 1. Mai 1933 trat Erni Finselberger als Geschäftsführerin der NSDAP bei (Mitgliedsnummer 1.980.077).
1950 trat sie in den Gesamtdeutschen Block/Bund der Heimatvertriebenen und Entrechteten (GB/BHE) ein. Sie gehörte seitdem auch dem GB/BHE-Landesvorstand von Niedersachsen an und war ab 1952 stellvertretende Bundesvorsitzende. Sie wurde 1961 Mitglied der GDP und war stellvertretende Frauenreferentin der Partei.
Erni Finselberger gehörte von 1951 bis zur Niederlegung ihres Mandates am 5. Oktober 1953 in der 2. Wahlperiode dem Niedersächsischen Landtag an. Hier war sie dritte stellvertretende Vorsitzende der GB/BHE-Fraktion vom 6. Mai 1951 bis 5. Oktober 1953. Von 1953 bis 1957 war sie Mitglied des Deutschen Bundestages. 
Erni Finselberger ist über die Landesliste Niedersachsen in den Bundestag eingezogen.

## Quelle
- Barbara Simon: Abgeordnete in Niedersachsen 1946–1994. Biographisches Handbuch. Hrsg. vom Präsidenten des Niedersächsischen Landtages. Niedersächsischer Landtag, Hannover 1996, S. 97.